# Corète potagère
Corchorus olitorius
Pour les articles homonymes, voir Corète.
Espèce
Classification phylogénétique
La Corète potagère ou jute rouge (Corchorus olitorius L.) est une espèce de plantes dicotylédones de la famille des Malvacées (anciennement rangée dans les Tiliaceae) originaire d'Asie et Afrique subsaharienne. Cette espèce est cultivée dans les régions chaudes pour les fibres libériennes de ses tiges servant à confectionner de la toile de jute. Elle est aussi cultivée comme plante alimentaire.
Son nom est parfois orthographié « corette » ou « corette potagère ». Un autre nom vernaculaire en français est la « mauve des Juifs ».
Parmi les nombreuses espèces du genre Corchorus (sous-famille des Grewioideae, famille des Malvacées, ou des Tiliacées selon la classification classique), deux plantes herbacées sont appelées jute :
- Le jute blanc, Corchorus capsularis L.
- Le jute rouge ou jute tossa, Corchorus olitorius L. (corète potagère), un peu moins utilisé[3],[4].

Au sens légal, « le jute est la fibre textile provenant du liber du Corchorus olitorius et du Corchorus capsularis ».

## Nomenclature et étymologie
La présente espèce a été nommée Corchorus olitorius par Linné en 1753 dans Species Plantarum 1: 529–530.
Le nom de genre Corchorus est un emprunt au grec κόρχορος korkhoros « corette, jute », en latin, l'encyclopédiste romain, Pline, indique que la corchorus est mangée communément par les Égyptiens (HN, 21, 89; 183).
L’épithète spécifique olitorius est un adjectif latin signifiant « qui concerne les légumes », dérivé du nom latin olus « légume, herbe potagère ».
Le nom français jute est emprunté (en 1849) à l’anglais jute, lui-même emprunté au bengali jhōto, jhuto, du sanskrit jūta, variante de jatā « tresse de cheveux ».

## Noms vernaculaires
Chanvre de Calcutta, Corète capsulaire, Corète textile, Gooni, Jute à capsules globuleuses, Jute à fruit capsulaire.

## Synonymes
Selon POWO, les synonymes sont
- Corchorus catharticus Blanco
- Corchorus decemangularis Roxb. ex G.Don
- Corchorus lanceolatus G.Don
- Corchorus longicarpus G.Don
- Corchorus malchairii De Wild.
- Corchorus olitorius var. australiensis Domin
- Corchorus quinquelocularis Moench

## Description
Corchorus olitorius est une herbe ligneuse, de 1 à 3 m de haut.
La feuille comporte des stipules ovales-lancéolés, d’environ 1 cm, un pétiole de 0,8 à 3,5 cm et un limbe oblong-lancéolé, de 7–10 cm de long sur 2–4,5 cm de large. à bord denté. La feuille n'est pas amère donc elle est comestible.
La fleur, insignifiante, est solitaire ou en cyme par 2-3, axillaire, opposée aux feuilles, avec des sépales oblongs et un apex longuement aristé, 5 pétales jaunes, a peu près aussi long que les sépales, plus de 15 étamines sur une tige très courte (androgynophore), l’ovaire possède 5 loges, poilu, et un style glabre.
Le fruit est une capsule cylindrique de couleur grise à noire ou verdâtre (à la différence de C. capsularis, le jute blanc, dont la capsule est globuleuse), à 10 angles, robuste, à 5-6 valves de 3–8 cm, et apex à bec. Il mesure de 5–10 cm de long et de 3–8 mm de large.
La floraison a lieu en été et automne.

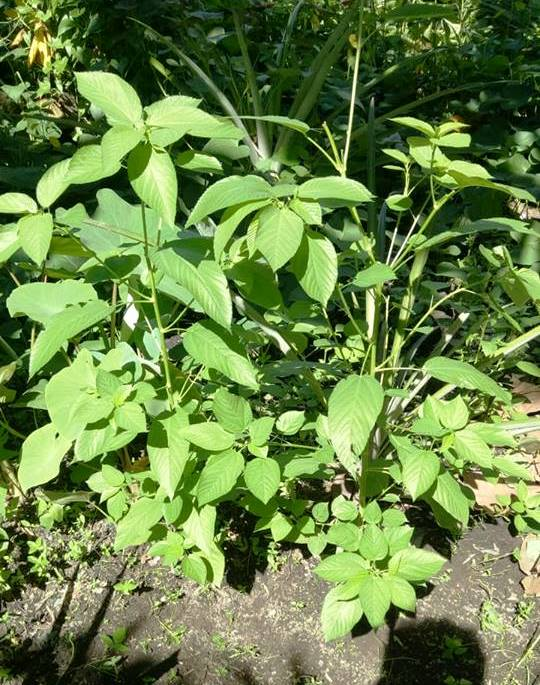
Corchorus olitorius
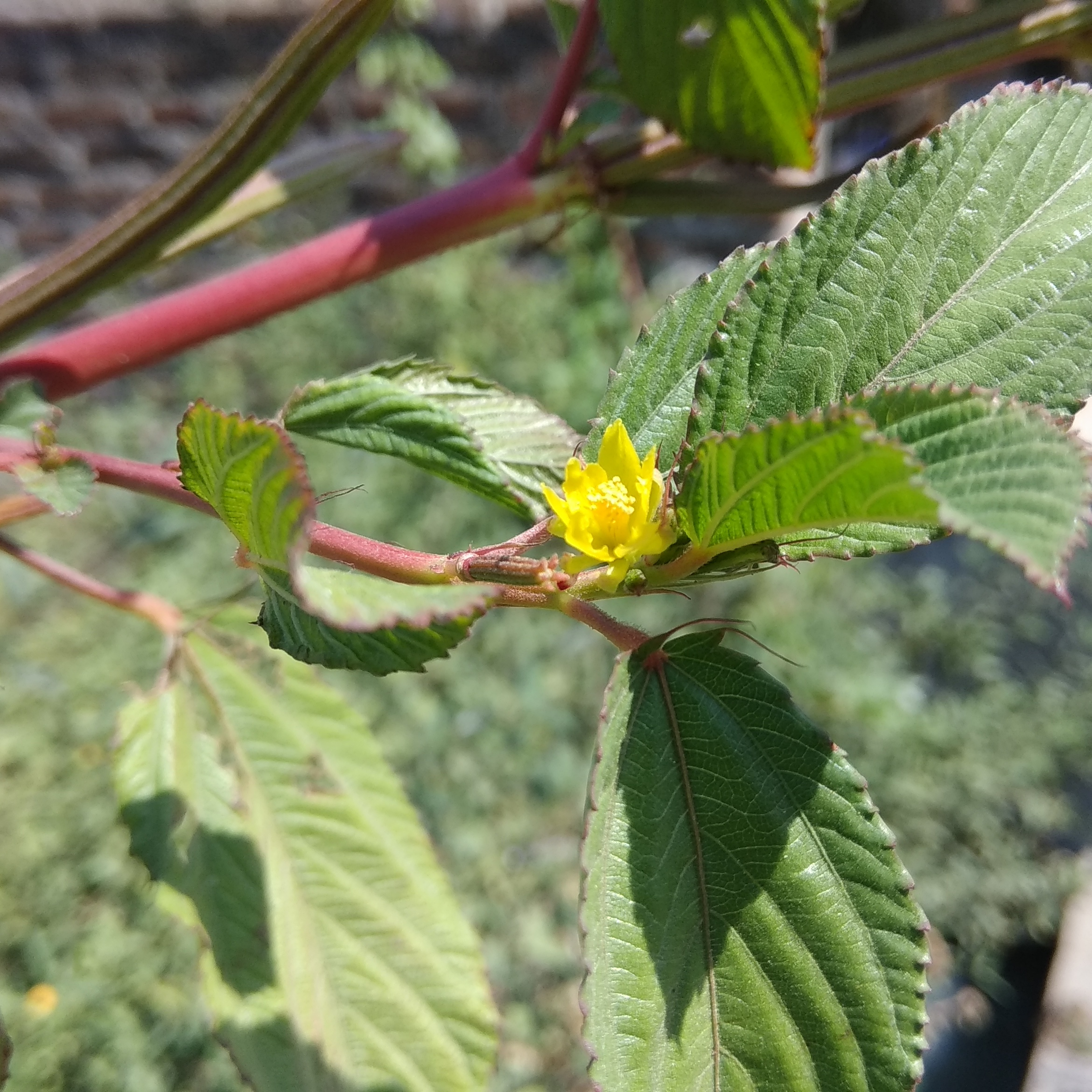
Jute rouge
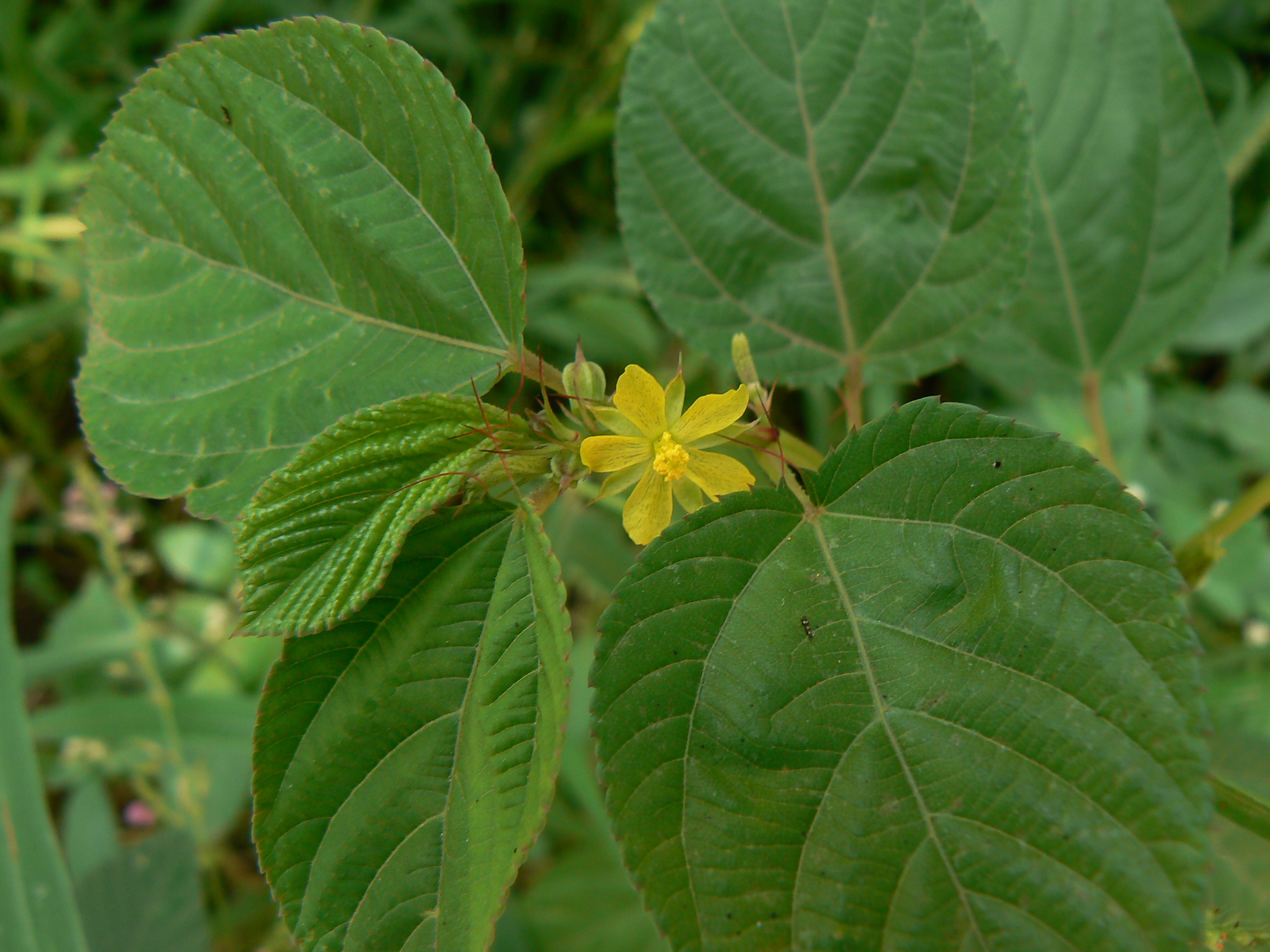
Fleur, 5 sépales vert pâle, 5 pétales jaunes
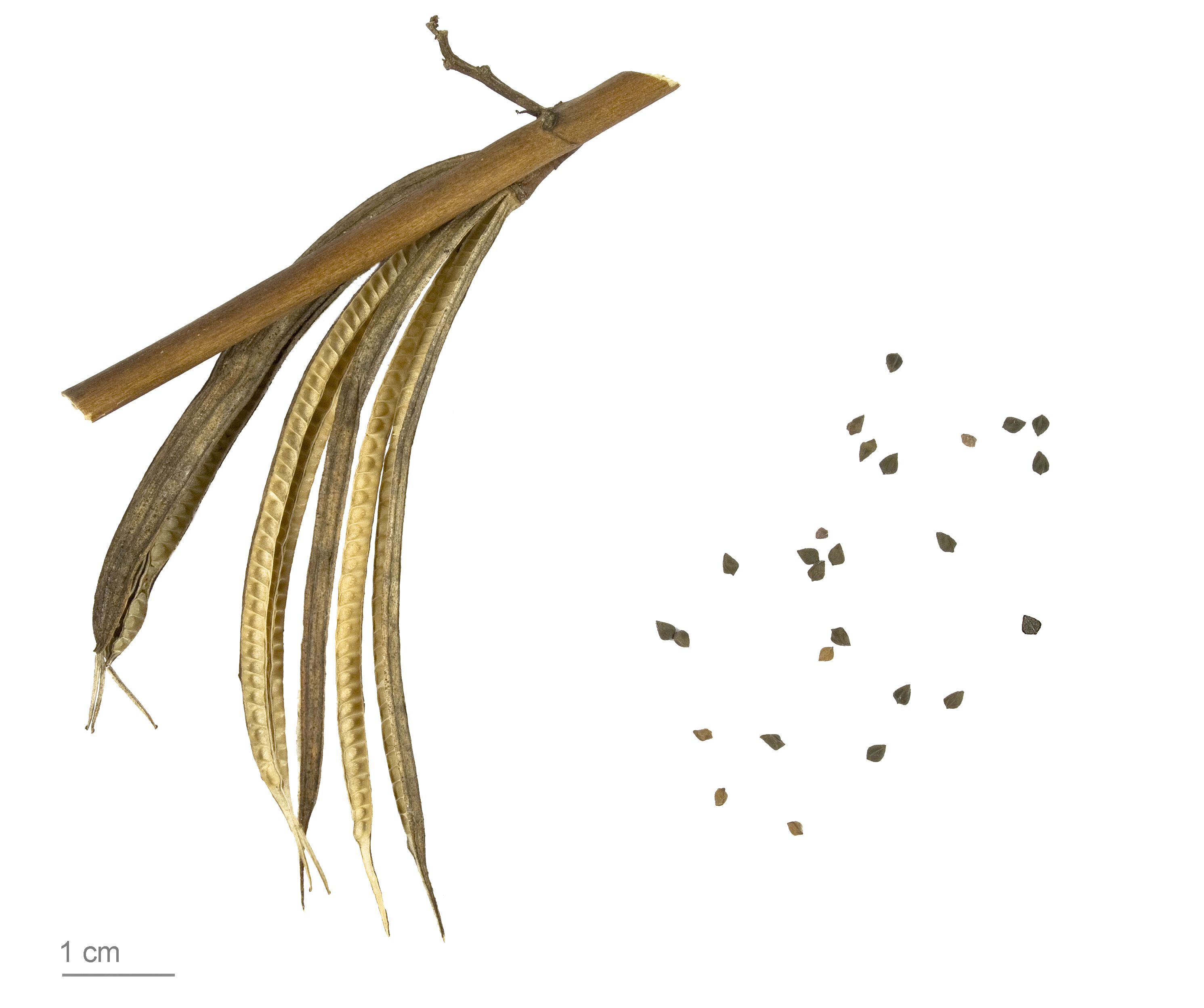
Capsule, graines
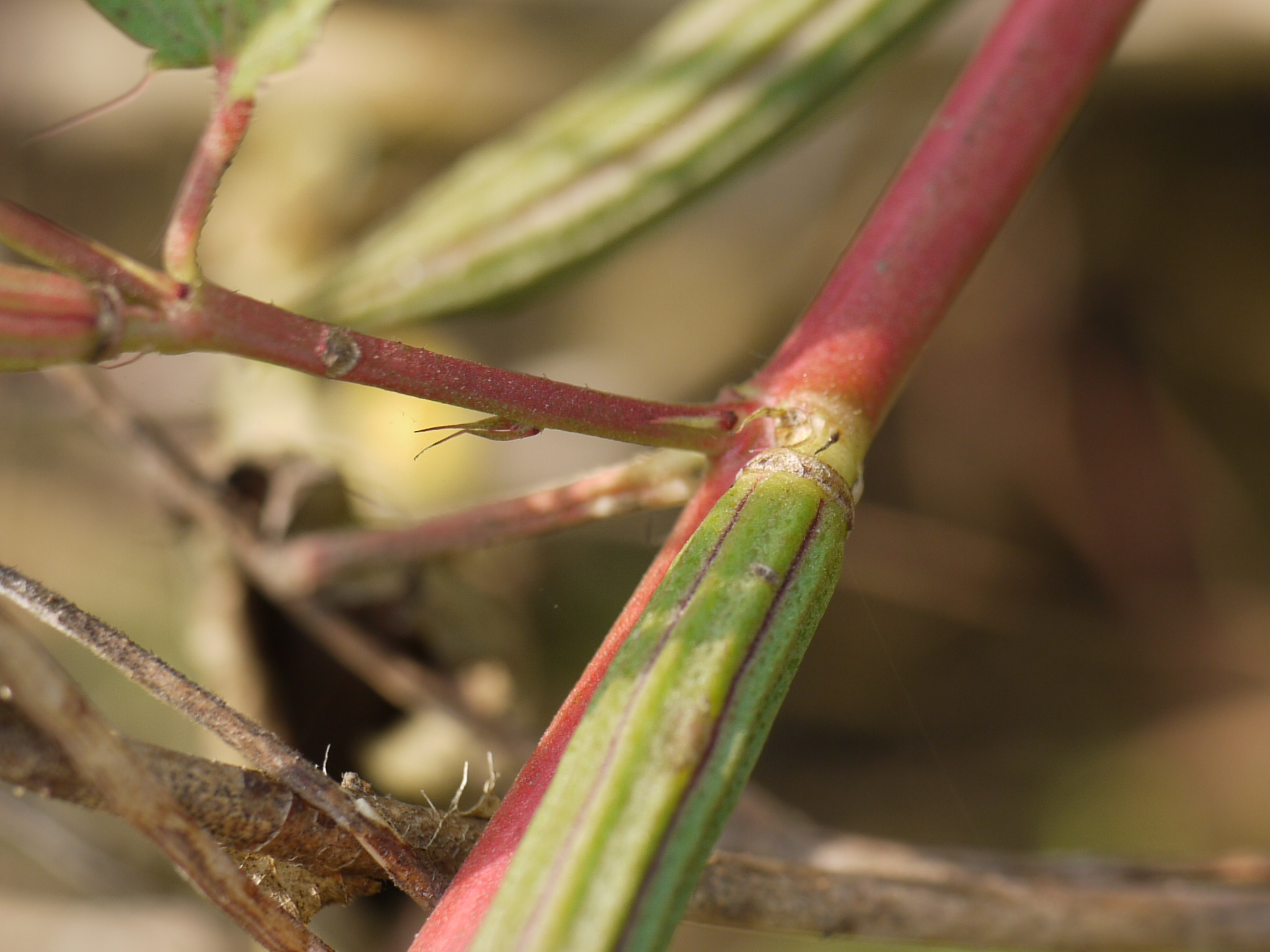
Capsule

## Distribution
Corchorus olitorius est originaire d’Afghanistan, Pakistan, Inde, Iran, Chine, Asie du Sud-Est, Afrique subsaharienne (sauf Afrique du Sud).
L’espèce a été introduite en Afrique du Nord, en Arabie saoudite, au Brésil SE, au Pérou, à Cuba, dans île Maurice et La Réunion.
Elle est cultivée dans de nombreuses régions du monde.

## Usages
On la cultive dans le sud de l'Europe comme plante textile, notamment pour la fabrication de toile de jute (tige), et comme plante alimentaire (feuilles).
En Afrique et au Proche-Orient, elle est cultivée pour son utilisation en cuisine, tandis qu'en Asie, elle est davantage employée comme fibres de jute.
En France, elle a été utilisée jusqu'au XVIIIe siècle avant d'être abandonnée.

### Fibres de jute
La fibre de jute est extraite des tiges de Corchorus olitorius et Corchorus capsularis.
Ces espèces sont largement cultivées en Inde et au Bangladesh pour leurs fibres.
À la fin du XIXe siècle et au XXe siècle, la toile de jute a servi à fabriquer des sacs de transport pour des denrées alimentaires comme le blé, les pommes de terres, le café, cacao, riz etc.

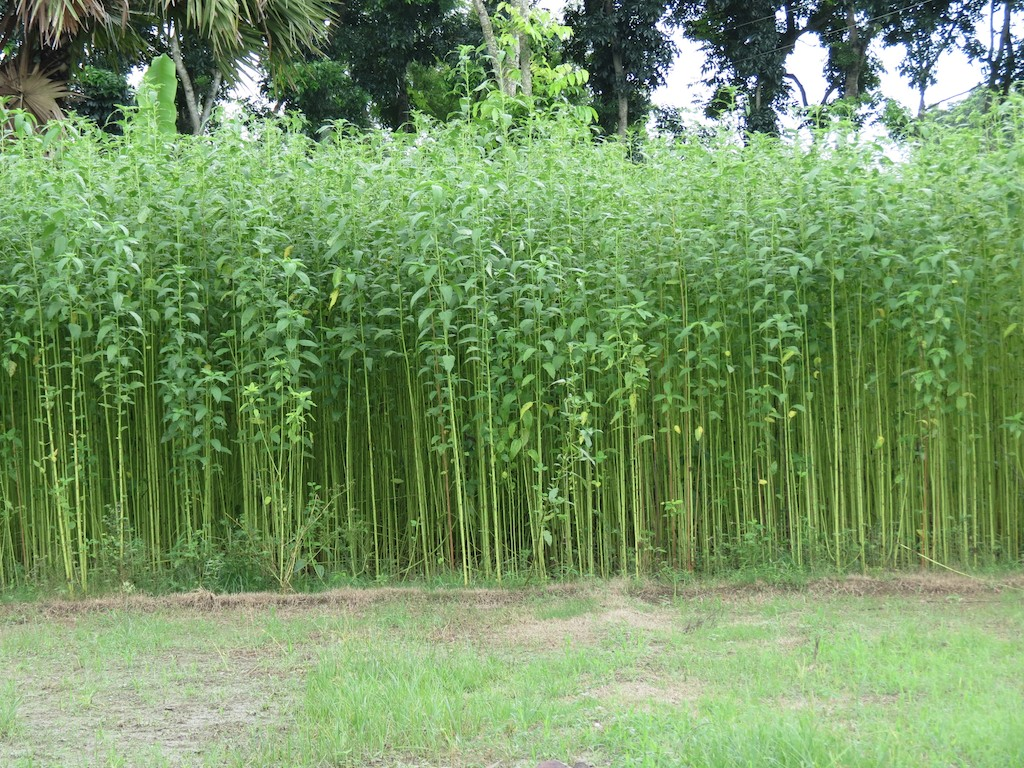
Champ de jute
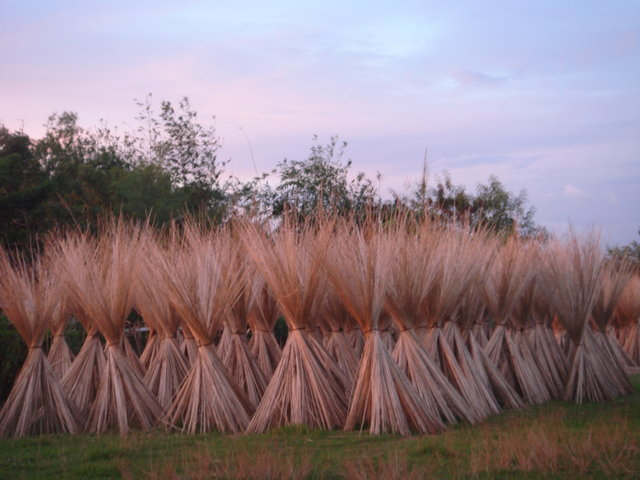
Tiges de jute mises à sécher
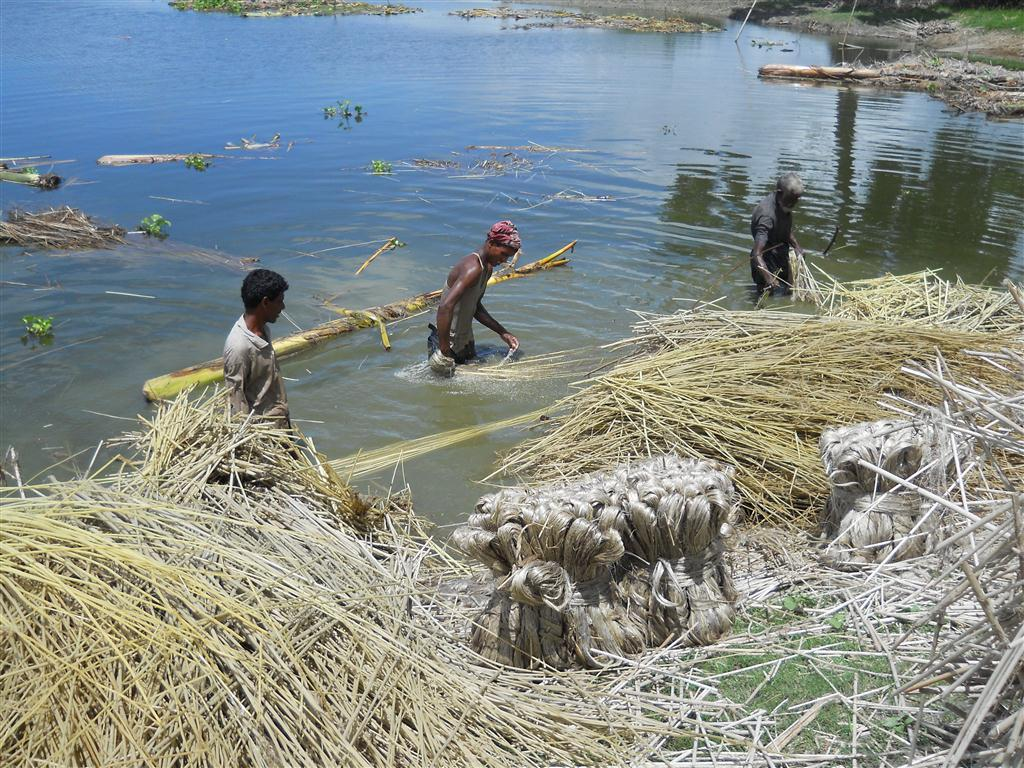
Jute mis à rouir
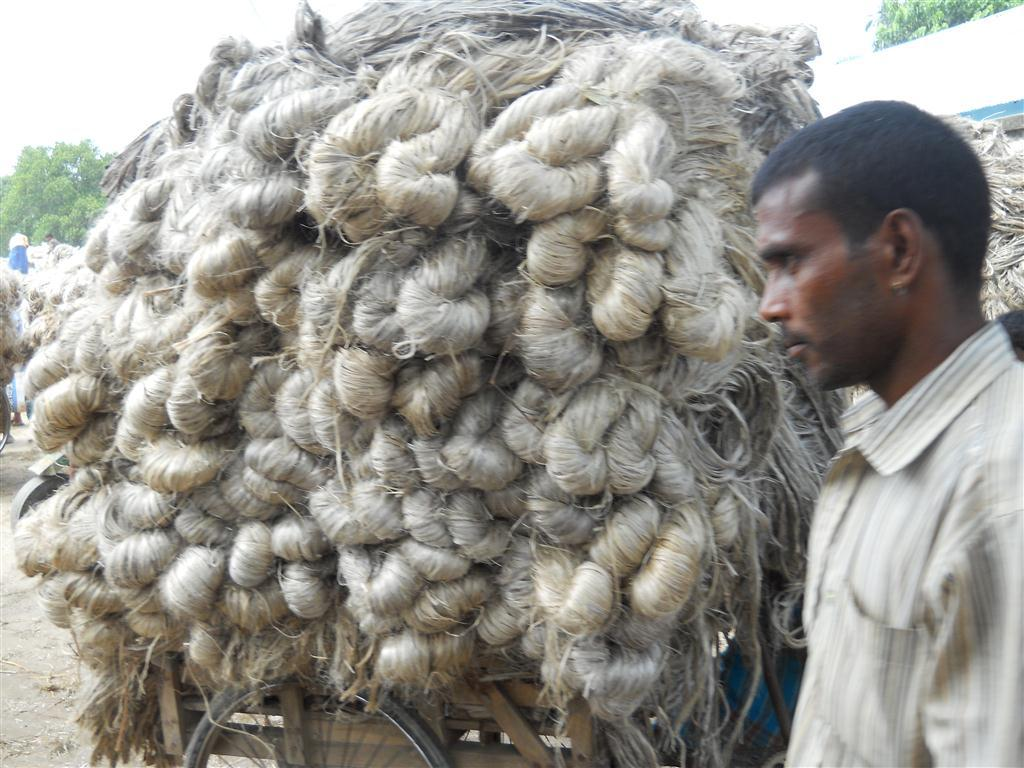
Transport de jute

### Alimentation

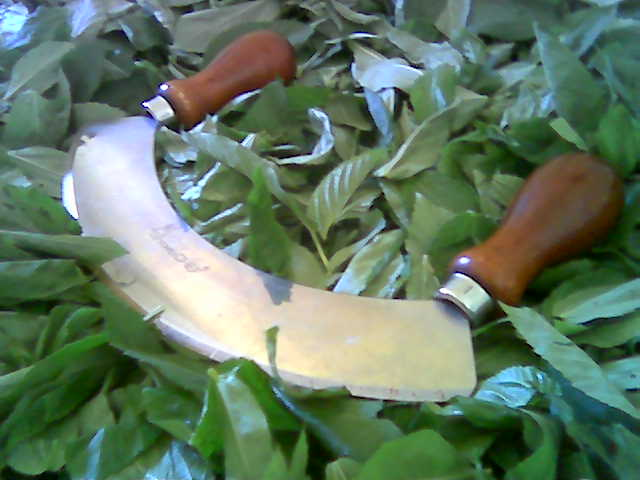
Un hachoir berceuse est préférable pour couper les feuilles de corète

Ses feuilles sont utilisées en cuisine dans de nombreux pays 
d'Afrique de l'Ouest, du Sahel, du Maghreb, de la Caraibes (Haiti notamment dans le département de l'Artibonite, ou il est appelé lalo) et du Moyen-Orient, à la base du plat du 
même nom (mloukhiya) dans les cuisines tunisienne, algérienne, égyptienne, syrienne, libanaise, levantine, au Soudan ainsi qu'au Tchad (mloukhiyé) ou dans la cuisine ivoirienne (kplala ou kolala, nanounkoun) ou encore togolaise et malienne. Au nord du Mali, les Songhais l'appellent fakouhoy et le plat est devenu très courant[pas clair] à travers le pays.
La plante et ses feuilles sont appelées adèmè au Togo, Kplala en Côte d'Ivoire, Boulvanka au Burkina Faso, nin-nouwi au Bénin, éwédù au Nigéria, Lalo en Haîti et mulūḫiyyah  (ملوخية) en arabe, sauf en Algérie et au Maroc où le terme mloukhiya désigne une autre plante comestible, le gombo (Abelmoschus esculentus, famille des Malvaceae). Les feuilles de corète sont aussi consommées en Asie, notamment au Japon, où elles sont nommées en cuisine moroheiya (モロヘイヤ) ou shimatsunaso (シマツナソ). Les feuilles séchées et moulues sont utilisées comme épice.